# 中华人民共和国陆地边境县
中华人民共和国陆地边境县是中华人民共和国与邻接国家陆地边境线上县级行政区（包括县、自治县、旗、县级市、市辖区）。中华人民共和国目前与朝鲜、俄罗斯、蒙古国、哈萨克斯坦、吉尔吉斯斯坦、塔吉克斯坦、阿富汗、巴基斯坦、印度、尼泊尔、不丹、缅甸、老挝、越南14个国家的陆地领土接壤，边界线长约2.2万公里。目前，中华人民共和国共有141个陆地边境县（旗、市、市辖区），分布在9个省、自治区。

## 列表
排列依陆地边境东端辽宁省丹东市鸭绿江入海口，逆时针方向至西端广西壮族自治区防城港市北部湾海岸。
| 省级行政区                | 地级行政区                          | 县级行政区               | 边界长度 （公里） | 接壤国家                     | 主要边境口岸 （粗体为国家一类口岸） |
| ------------------------- | ----------------------------------- | ------------------------ | ----------------- | ---------------------------- | ----------------------------------- |
| 辽宁省 （5个）            | 丹东市 （5个）                      | 东港市                   | 24                |                              |                                     |
| 辽宁省 （5个）            | 丹东市 （5个）                      | 振兴区                   | 32                | 丹东口岸                     |                                     |
| 辽宁省 （5个）            | 丹东市 （5个）                      | 元宝区                   | 2                 |                              |                                     |
| 辽宁省 （5个）            | 丹东市 （5个）                      | 振安区（南段）           | 14                |                              |                                     |
| 辽宁省 （5个）            | 丹东市 （5个）                      | 宽甸满族自治县（南段）   | 35                |                              |                                     |
| 辽宁省 （5个）            | 丹东市 （5个）                      | 振安区（北段）           | 5                 |                              |                                     |
| 辽宁省 （5个）            | 丹东市 （5个）                      | 宽甸满族自治县（北段）   | 170               |                              |                                     |
| 吉林省 （10个）           | 通化市 （1个）                      | 集安市                   | 175               | 集安口岸、老虎哨口岸（水运） |                                     |
| 吉林省 （10个）           | 白山市 （4个）                      | 浑江区                   | 32                |                              |                                     |
| 吉林省 （10个）           | 白山市 （4个）                      | 临江市                   | 139               | 临江口岸                     |                                     |
| 吉林省 （10个）           | 白山市 （4个）                      | 长白朝鲜族自治县         | 266               | 长白口岸                     |                                     |
| 吉林省 （10个）           | 白山市 （4个）                      | 抚松县                   | 8                 |                              |                                     |
| 吉林省 （10个）           | 延边朝鲜族自治州 （5个）            | 安图县                   | 34                | 双目峰口岸                   |                                     |
| 吉林省 （10个）           | 延边朝鲜族自治州 （5个）            | 和龙市                   | 177               | 南坪口岸、古城里口岸         |                                     |
| 吉林省 （10个）           | 延边朝鲜族自治州 （5个）            | 龙井市                   | 144               | 三合口岸、开山屯口岸         |                                     |
| 吉林省 （10个）           | 延边朝鲜族自治州 （5个）            | 图们市                   | 70                | 图们口岸                     |                                     |
| 吉林省 （10个）           | 延边朝鲜族自治州 （5个）            | 珲春市                   | 149               | 圈河口岸、沙坨子口岸         |                                     |
| 吉林省 （10个）           | 延边朝鲜族自治州 （5个）            | 珲春市                   | 246               | 俄羅斯                       | 珲春口岸                            |
| 黑龙江省 （18个）         | 牡丹江市 （3个）                    | 东宁市（南段）           | 132               | 俄羅斯                       | 东宁口岸                            |
| 黑龙江省 （18个）         | 牡丹江市 （3个）                    | 绥芬河市                 | 27                | 俄羅斯                       | 绥芬河口岸                          |
| 黑龙江省 （18个）         | 牡丹江市 （3个）                    | 东宁市（北段）           | 5                 | 俄羅斯                       | 绥芬河口岸                          |
| 黑龙江省 （18个）         | 牡丹江市 （3个）                    | 穆棱市                   | 44                | 俄羅斯                       |                                     |
| 黑龙江省 （18个）         | 鸡西市 （3个）                      | 鸡东县                   | 110               | 俄羅斯                       |                                     |
| 黑龙江省 （18个）         | 鸡西市 （3个）                      | 密山市                   | 265               | 俄羅斯                       | 密山口岸                            |
| 黑龙江省 （18个）         | 鸡西市 （3个）                      | 虎林市                   | 260               | 俄羅斯                       | 虎林口岸                            |
| 黑龙江省 （18个）         | 双鸭山市 （1个）                    | 饶河县                   | 129               | 俄羅斯                       | 饶河口岸（水运）                    |
| 黑龙江省 （18个）         | 佳木斯市 （2个）                    | 抚远市                   | 210               | 俄羅斯                       | 抚远口岸（水运）                    |
| 黑龙江省 （18个）         | 佳木斯市 （2个）                    | 同江市                   | 168               | 俄羅斯                       | 同江口岸（水运）                    |
| 黑龙江省 （18个）         | 鹤岗市 （2个）                      | 绥滨县                   | 88                | 俄羅斯                       |                                     |
| 黑龙江省 （18个）         | 鹤岗市 （2个）                      | 萝北县                   | 145               | 俄羅斯                       | 萝北口岸（水运）                    |
| 黑龙江省 （18个）         | 伊春市 （1个）                      | 嘉荫县                   | 245               | 俄羅斯                       | 嘉荫口岸（水运）                    |
| 黑龙江省 （18个）         | 黑河市 （3个）                      | 逊克县                   | 136               | 俄羅斯                       | 逊克口岸（水运）                    |
| 黑龙江省 （18个）         | 黑河市 （3个）                      | 孙吴县                   | 34                | 俄羅斯                       | 孙吴口岸（水运）                    |
| 黑龙江省 （18个）         | 黑河市 （3个）                      | 爱辉区                   | 184               | 俄羅斯                       | 黑河口岸（水运）                    |
| 黑龙江省 （18个）         | 大兴安岭地区 （3个）                | 呼玛县                   | 371               | 俄羅斯                       | 呼玛口岸（水运）                    |
| 黑龙江省 （18个）         | 大兴安岭地区 （3个）                | 塔河县                   | 173               | 俄羅斯                       |                                     |
| 黑龙江省 （18个）         | 大兴安岭地区 （3个）                | 漠河市                   | 243               | 俄羅斯                       | 漠河口岸（水运）                    |
| 内蒙古自治区 （19个）     | 呼伦贝尔市 （5个）                  | 额尔古纳市               | 673               | 俄羅斯                       | 黑山头口岸、室韦口岸                |
| 内蒙古自治区 （19个）     | 呼伦贝尔市 （5个）                  | 陈巴尔虎旗               | 192               | 俄羅斯                       |                                     |
| 内蒙古自治区 （19个）     | 呼伦贝尔市 （5个）                  | 新巴尔虎左旗 （北段）    | 87                | 俄羅斯                       |                                     |
| 内蒙古自治区 （19个）     | 呼伦贝尔市 （5个）                  | 满洲里市                 | 53                | 俄羅斯                       | 满洲里口岸                          |
| 内蒙古自治区 （19个）     | 呼伦贝尔市 （5个）                  | 新巴尔虎右旗             | 47                | 俄羅斯                       |                                     |
| 内蒙古自治区 （19个）     | 呼伦贝尔市 （5个）                  | 新巴尔虎右旗             | 468               | 蒙古国                       | 阿日哈沙特口岸                      |
| 内蒙古自治区 （19个）     | 呼伦贝尔市 （5个）                  | 新巴尔虎左旗 （南段）    | 214               | 蒙古国                       | 额布都格口岸                        |
| 内蒙古自治区 （19个）     | 兴安盟 （2个）                      | 阿尔山市                 | 98                | 蒙古国                       | 阿尔山口岸                          |
| 内蒙古自治区 （19个）     | 兴安盟 （2个）                      | 科尔沁右翼前旗           | 32                | 蒙古国                       |                                     |
| 内蒙古自治区 （19个）     | 锡林郭勒盟 （5个）                  | 东乌珠穆沁旗             | 532               | 蒙古国                       | 珠恩嘎达布其口岸                    |
| 内蒙古自治区 （19个）     | 锡林郭勒盟 （5个）                  | 阿巴嘎旗                 | 173               | 蒙古国                       |                                     |
| 内蒙古自治区 （19个）     | 锡林郭勒盟 （5个）                  | 苏尼特左旗               | 310               | 蒙古国                       |                                     |
| 内蒙古自治区 （19个）     | 锡林郭勒盟 （5个）                  | 二连浩特市               | 72                | 蒙古国                       | 二连浩特口岸                        |
| 内蒙古自治区 （19个）     | 锡林郭勒盟 （5个）                  | 苏尼特右旗               | 18                | 蒙古国                       |                                     |
| 内蒙古自治区 （19个）     | 乌兰察布市 （1个）                  | 四子王旗                 | 100               | 蒙古国                       |                                     |
| 内蒙古自治区 （19个）     | 包头市 （1个）                      | 达尔罕茂明安联合旗       | 88                | 蒙古国                       | 满都拉口岸                          |
| 内蒙古自治区 （19个）     | 巴彦淖尔市 （2个）                  | 乌拉特中旗               | 186               | 蒙古国                       | 甘其毛都口岸                        |
| 内蒙古自治区 （19个）     | 巴彦淖尔市 （2个）                  | 乌拉特后旗               | 184               | 蒙古国                       |                                     |
| 内蒙古自治区 （19个）     | 阿拉善盟 （3个）                    | 阿拉善左旗               | 189               | 蒙古国                       | 乌力吉口岸                          |
| 内蒙古自治区 （19个）     | 阿拉善盟 （3个）                    | 阿拉善右旗               | 45                | 蒙古国                       |                                     |
| 内蒙古自治区 （19个）     | 阿拉善盟 （3个）                    | 额济纳旗                 | 502               | 蒙古国                       | 策克口岸                            |
| 甘肃省 （1个）            | 酒泉市 （1个）                      | 肃北蒙古族自治县         | 65                | 蒙古国                       | 马鬃山口岸                          |
| 新疆维吾尔自治区 （37个） | 哈密市 （3个）                      | 伊州区                   | 49                | 蒙古国                       |                                     |
| 新疆维吾尔自治区 （37个） | 哈密市 （3个）                      | 伊吾县                   | 216               | 蒙古国                       |                                     |
| 新疆维吾尔自治区 （37个） | 哈密市 （3个）                      | 巴里坤哈萨克自治县       | 317               | 蒙古国                       | 老爷庙口岸                          |
| 新疆维吾尔自治区 （37个） | 昌吉回族自治州 （2个）              | 木垒哈萨克自治县         | 16                | 蒙古国                       |                                     |
| 新疆维吾尔自治区 （37个） | 昌吉回族自治州 （2个）              | 奇台县                   | 90                | 蒙古国                       | 乌拉斯台口岸                        |
| 新疆维吾尔自治区 （37个） | 阿勒泰地区 （7个）                  | 青河县                   | 259               | 蒙古国                       | 塔克什肯口岸                        |
| 新疆维吾尔自治区 （37个） | 阿勒泰地区 （7个）                  | 富蕴县                   | 216               | 蒙古国                       |                                     |
| 新疆维吾尔自治区 （37个） | 阿勒泰地区 （7个）                  | 福海县                   | 50                | 蒙古国                       | 红山嘴口岸                          |
| 新疆维吾尔自治区 （37个） | 阿勒泰地区 （7个）                  | 阿勒泰市                 | 103               | 蒙古国                       |                                     |
| 新疆维吾尔自治区 （37个） | 阿勒泰地区 （7个）                  | 布尔津县                 | 119               | 蒙古国                       |                                     |
| 新疆维吾尔自治区 （37个） | 阿勒泰地区 （7个）                  | 布尔津县                 | 53                | 俄羅斯                       |                                     |
| 新疆维吾尔自治区 （37个） | 阿勒泰地区 （7个）                  | 哈巴河县                 | 2                 | 俄羅斯                       |                                     |
| 新疆维吾尔自治区 （37个） | 阿勒泰地区 （7个）                  | 哈巴河县                 | 282               |                              | 阿黑土别克口岸                      |
| 新疆维吾尔自治区 （37个） | 阿勒泰地区 （7个）                  | 吉木乃县                 | 115               | 吉木乃口岸                   |                                     |
| 新疆维吾尔自治区 （37个） | 塔城地区 （5个）                    | 和布克赛尔蒙古自治县     | 71                |                              |                                     |
| 新疆维吾尔自治区 （37个） | 塔城地区 （5个）                    | 额敏县                   | 141               |                              |                                     |
| 新疆维吾尔自治区 （37个） | 塔城地区 （5个）                    | 塔城市                   | 161               | 巴克图口岸                   |                                     |
| 新疆维吾尔自治区 （37个） | 塔城地区 （5个）                    | 裕民县                   | 147               |                              |                                     |
| 新疆维吾尔自治区 （37个） | 塔城地区 （5个）                    | 托里县                   | 20                |                              |                                     |
| 新疆维吾尔自治区 （37个） | 博尔塔拉蒙古自治州 （3个）          | 阿拉山口市               | 29                | 阿拉山口口岸                 |                                     |
| 新疆维吾尔自治区 （37个） | 博尔塔拉蒙古自治州 （3个）          | 博乐市                   | 86                |                              |                                     |
| 新疆维吾尔自治区 （37个） | 博尔塔拉蒙古自治州 （3个）          | 温泉县                   | 243               |                              |                                     |
| 新疆维吾尔自治区 （37个） | 伊犁哈萨克自治州 （北段2个，共4个） | 霍尔果斯市               | 99                | 霍尔果斯口岸                 |                                     |
| 新疆维吾尔自治区 （37个） | 伊犁哈萨克自治州 （北段2个，共4个） | 霍城县                   | 50                |                              |                                     |
| 新疆维吾尔自治区 （37个） | 新疆维吾尔自治区直辖                | 可克达拉市               | 16                | 都拉塔口岸                   |                                     |
| 新疆维吾尔自治区 （37个） | 伊犁哈萨克自治州 （南段2个，共4个） | 察布查尔锡伯自治县       | 55                | 都拉塔口岸                   |                                     |
| 新疆维吾尔自治区 （37个） | 伊犁哈萨克自治州 （南段2个，共4个） | 昭苏县                   | 210               | 木扎尔特口岸                 |                                     |
| 新疆维吾尔自治区 （37个） | 阿克苏地区 （2个）                  | 温宿县                   | 21                |                              |                                     |
| 新疆维吾尔自治区 （37个） | 阿克苏地区 （2个）                  | 温宿县                   | 101               |                              |                                     |
| 新疆维吾尔自治区 （37个） | 阿克苏地区 （2个）                  | 乌什县                   | 132               |                              |                                     |
| 新疆维吾尔自治区 （37个） | 克孜勒苏柯尔克孜自治州 （4个）      | 阿合奇县                 | 258               |                              |                                     |
| 新疆维吾尔自治区 （37个） | 克孜勒苏柯尔克孜自治州 （4个）      | 阿图什市                 | 112               |                              |                                     |
| 新疆维吾尔自治区 （37个） | 克孜勒苏柯尔克孜自治州 （4个）      | 乌恰县                   | 401               | 吐尔尕特口岸、伊尔克什坦口岸 |                                     |
| 新疆维吾尔自治区 （37个） | 克孜勒苏柯尔克孜自治州 （4个）      | 阿克陶县                 | 25                |                              |                                     |
| 新疆维吾尔自治区 （37个） | 克孜勒苏柯尔克孜自治州 （4个）      | 阿克陶县                 | 288               |                              |                                     |
| 新疆维吾尔自治区 （37个） | 喀什地区 （2个）                    | 塔什库尔干塔吉克自治县   | 167               | 卡拉苏口岸                   |                                     |
| 新疆维吾尔自治区 （37个） | 喀什地区 （2个）                    | 塔什库尔干塔吉克自治县   | 86                | 阿富汗                       |                                     |
| 新疆维吾尔自治区 （37个） | 喀什地区 （2个）                    | 塔什库尔干塔吉克自治县   | 438               | 巴基斯坦                     | 红其拉甫口岸                        |
| 新疆维吾尔自治区 （37个） | 喀什地区 （2个）                    | 塔什库尔干塔吉克自治县   | 31                | 印度                         |                                     |
| 新疆维吾尔自治区 （37个） | 喀什地区 （2个）                    | 叶城县                   | 96                | 印度                         |                                     |
| 新疆维吾尔自治区 （37个） | 和田地区 （4个）                    | 皮山县                   | 58？              | 印度                         |                                     |
| 新疆维吾尔自治区 （37个） | 和田地区 （4个）                    | 和田县                   | 233？             | 印度                         |                                     |
| 新疆维吾尔自治区 （37个） | 和田地区 （4个）                    | 和安县                   | ？                | 印度                         |                                     |
| 新疆维吾尔自治区 （37个） | 和田地区 （4个）                    | 和康縣                   | ？                | 印度                         |                                     |
| 西藏自治区 （18个）       | 阿里地区 （4个）                    | 日土县                   | 248               | 印度                         |                                     |
| 西藏自治区 （18个）       | 阿里地区 （4个）                    | 噶尔县                   | 76                | 印度                         |                                     |
| 西藏自治区 （18个）       | 阿里地区 （4个）                    | 札达县                   | 645               | 印度                         |                                     |
| 西藏自治区 （18个）       | 阿里地区 （4个）                    | 普兰县                   | 65                | 印度                         | 普兰口岸                            |
| 西藏自治区 （18个）       | 阿里地区 （4个）                    | 普兰县                   | 229               | 尼泊尔                       | 普兰口岸                            |
| 西藏自治区 （18个）       | 日喀则市 （9个）                    | 仲巴县                   | 369               | 尼泊尔                       |                                     |
| 西藏自治区 （18个）       | 日喀则市 （9个）                    | 萨嘎县                   | 88                | 尼泊尔                       |                                     |
| 西藏自治区 （18个）       | 日喀则市 （9个）                    | 吉隆县                   | 231               | 尼泊尔                       | 吉隆口岸                            |
| 西藏自治区 （18个）       | 日喀则市 （9个）                    | 聂拉木县                 | 138               | 尼泊尔                       | 樟木口岸                            |
| 西藏自治区 （18个）       | 日喀则市 （9个）                    | 定日县                   | 177               | 尼泊尔                       |                                     |
| 西藏自治区 （18个）       | 日喀则市 （9个）                    | 定结县                   | 129               | 尼泊尔                       | 日屋口岸                            |
| 西藏自治区 （18个）       | 日喀则市 （9个）                    | 定结县                   | 14                | 印度                         |                                     |
| 西藏自治区 （18个）       | 日喀则市 （9个）                    | 岗巴县                   | 99                | 印度                         |                                     |
| 西藏自治区 （18个）       | 日喀则市 （9个）                    | 亚东县                   | 98                | 印度                         | 亚东口岸                            |
| 西藏自治区 （18个）       | 日喀则市 （9个）                    | 亚东县                   | 167               | 不丹                         | 亚东口岸                            |
| 西藏自治区 （18个）       | 日喀则市 （9个）                    | 康马县                   | 93                | 不丹                         |                                     |
| 西藏自治区 （18个）       | 山南市 （3个）                      | 浪卡子县                 | 12                | 不丹                         |                                     |
| 西藏自治区 （18个）       | 山南市 （3个）                      | 洛扎县                   | 165               | 不丹                         |                                     |
| 西藏自治区 （18个）       | 山南市 （3个）                      | 错那县                   | 38                | 不丹                         |                                     |
| 西藏自治区 （18个）       | 山南市 （3个）                      | 错那县                   | 350               | 印度                         |                                     |
| 西藏自治区 （18个）       | 林芝市 （2个）                      | 墨脱县                   | 401               | 印度                         |                                     |
| 西藏自治区 （18个）       | 林芝市 （2个）                      | 察隅县                   | 396               | 印度                         |                                     |
| 西藏自治区 （18个）       | 林芝市 （2个）                      | 察隅县                   | 175               | 緬甸                         |                                     |
| 云南省 （25个）           | 怒江傈僳族自治州 （3个）            | 贡山独龙族怒族自治县     | 170               | 緬甸                         |                                     |
| 云南省 （25个）           | 怒江傈僳族自治州 （3个）            | 福贡县                   | 138               | 緬甸                         |                                     |
| 云南省 （25个）           | 怒江傈僳族自治州 （3个）            | 泸水市                   | 119               | 緬甸                         | 片马口岸                            |
| 云南省 （25个）           | 保山市 （2个）                      | 腾冲市                   | 136               | 緬甸                         | 猴桥口岸                            |
| 云南省 （25个）           | 保山市 （2个）                      | 龙陵县                   | 19                | 緬甸                         |                                     |
| 云南省 （25个）           | 德宏傣族景颇族自治州 （4个）        | 盈江县                   | 196               | 緬甸                         | 那邦口岸                            |
| 云南省 （25个）           | 德宏傣族景颇族自治州 （4个）        | 陇川县                   | 48                | 緬甸                         | 章凤口岸                            |
| 云南省 （25个）           | 德宏傣族景颇族自治州 （4个）        | 瑞丽市                   | 153               | 緬甸                         | 瑞丽口岸、畹町口岸                  |
| 云南省 （25个）           | 德宏傣族景颇族自治州 （4个）        | 芒市                     | 65                | 緬甸                         |                                     |
| 云南省 （25个）           | 临沧市 （3个）                      | 镇康县                   | 87                | 緬甸                         | 南伞口岸                            |
| 云南省 （25个）           | 临沧市 （3个）                      | 耿马傣族佤族自治县       | 44                | 緬甸                         | 孟定口岸                            |
| 云南省 （25个）           | 临沧市 （3个）                      | 沧源佤族自治县           | 139               | 緬甸                         | 沧源口岸                            |
| 云南省 （25个）           | 普洱市 （西段3个，共4个）           | 澜沧拉祜族自治县（北段） | 24                | 緬甸                         |                                     |
| 云南省 （25个）           | 普洱市 （西段3个，共4个）           | 西盟佤族自治县           | 82                | 緬甸                         | 娜妥坝口岸                          |
| 云南省 （25个）           | 普洱市 （西段3个，共4个）           | 孟连傣族拉祜族佤族自治县 | 126               | 緬甸                         | 孟连口岸                            |
| 云南省 （25个）           | 普洱市 （西段3个，共4个）           | 澜沧拉祜族自治县（南段） | 53                | 緬甸                         |                                     |
| 云南省 （25个）           | 西双版纳傣族自治州 （3个）          | 勐海县                   | 140               | 緬甸                         | 打洛口岸                            |
| 云南省 （25个）           | 西双版纳傣族自治州 （3个）          | 景洪市                   | 101               | 緬甸                         |                                     |
| 云南省 （25个）           | 西双版纳傣族自治州 （3个）          | 勐腊县                   | 30                | 緬甸                         |                                     |
| 云南省 （25个）           | 西双版纳傣族自治州 （3个）          | 勐腊县                   | 358               |                              | 磨憨口岸                            |
| 云南省 （25个）           | 普洱市 （东段1个，共4个）           | 江城哈尼族彝族自治县     | 97                | 勐康口岸                     |                                     |
| 云南省 （25个）           | 普洱市 （东段1个，共4个）           | 江城哈尼族彝族自治县     | 37                | 越南                         |                                     |
| 云南省 （25个）           | 红河哈尼族彝族自治州 （3个）        | 绿春县                   | 46                | 越南                         |                                     |
| 云南省 （25个）           | 红河哈尼族彝族自治州 （3个）        | 金平苗族瑶族傣族自治县   | 215               | 越南                         | 金水河口岸                          |
| 云南省 （25个）           | 红河哈尼族彝族自治州 （3个）        | 河口瑶族自治县           | 117               | 越南                         | 河口口岸                            |
| 云南省 （25个）           | 文山壮族苗族自治州 （3个）          | 马关县                   | 68                | 越南                         | 都龙口岸                            |
| 云南省 （25个）           | 文山壮族苗族自治州 （3个）          | 麻栗坡县                 | 151               | 越南                         | 天保口岸                            |
| 云南省 （25个）           | 文山壮族苗族自治州 （3个）          | 富宁县                   | 41                | 越南                         | 田蓬口岸                            |
| 广西壮族自治区 （8个）    | 百色市 （2个）                      | 那坡县                   | 90                | 越南                         | 平孟口岸                            |
| 广西壮族自治区 （8个）    | 百色市 （2个）                      | 靖西市                   | 104               | 越南                         | 龙邦口岸                            |
| 广西壮族自治区 （8个）    | 崇左市 （4个）                      | 大新县                   | 39                | 越南                         | 硕龙口岸                            |
| 广西壮族自治区 （8个）    | 崇左市 （4个）                      | 龙州县                   | 99                | 越南                         | 水口口岸                            |
| 广西壮族自治区 （8个）    | 崇左市 （4个）                      | 凭祥市                   | 78                | 越南                         | 友谊关口岸、凭祥口岸                |
| 广西壮族自治区 （8个）    | 崇左市 （4个）                      | 宁明县                   | 113               | 越南                         | 爱店口岸                            |
| 广西壮族自治区 （8个）    | 防城港市 （2个）                    | 防城区                   | 58                | 越南                         | 峒中口岸                            |
| 广西壮族自治区 （8个）    | 防城港市 （2个）                    | 东兴市                   | 28                | 越南                         | 东兴口岸                            |

## 重点开发开放试验区
2012年，开始在边境地区设立重点开发开放试验区，至今共有9个试验区获批。
1. 广西东兴重点开发开放试验区（2012年7月[2]）
2. 云南瑞丽重点开发开放试验区（2012年7月）
3. 内蒙古满洲里重点开发开放试验区（2012年7月）
4. 内蒙古二连浩特重点开发开放试验区（2014年6月5日[3]）
5. 云南勐腊（磨憨）重点开发开放试验区（2015年7月16日[4]）
6. 黑龙江绥芬河—东宁重点开发开放试验区（2016年4月19日[5]）
7. 广西凭祥重点开发开放试验区（2016年8月2日[6]）
8. 广西百色重点开发开放试验区（2020年3月30日[7]）
9. 新疆塔城重点开发开放试验区（2020年12月7日）[8]